# Quando canta il ghirlingò chi ha cattivo padron mutar lo può

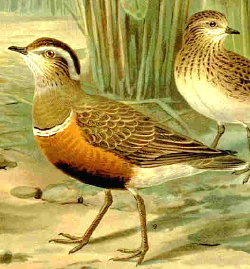
Piviere tortolino, detto anche "ghirlingò"

Quando canta il ghirlingò chi ha cattivo padron mutar lo può, è un proverbio popolare che amalgama fenomeni naturali con attività umane al fine di regolarle.

## Quando canta il ghirlingò
Il significato del proverbio è maggiormente comprensibile alla luce delle abitudini degli uccelli citati. Quindi, mentre il ghirlingò canta abitualmente in primavera, cioè nel periodo in cui il contadino tendeva a cercare un nuovo padrone; invece il merlo canta intorno al mese di settembre o di ottobre, periodo sconsigliabile per cambiare padrone, perché la scadenza massima da rispettare per presentare le proprie dimissioni era alla fine del mese di novembre.
Ecco che il proverbio ammonisce, avvertendo il contadino dei rischi che corre nel caso in cui, tardivamente, cerchi di cambiare occupazione, ed anzi esorta a sopportare, in questo caso, anche un padrone cattivo.
Il ghirlinghò è il nome toscano assegnato all'uccello canterino protagonista del proverbio, che alcuni esperti faticano però ad individuare e preferiscono ritenere che sia il piviere il reale personaggio in questione.
Come sottolinea Corso nella sua antologia di proverbi, anticamente persino alcuni usi giuridici utilizzavano gli elementi o gli eventi della natura come riferimento; ad esempio il primo canto di un uccello, il cuculo, poteva addirittura essere utilizzato come termine per l'annullamento dei contratti agrari.

## Quando canta il cuculo
(dialettale meridionale)
("Canta il cuculo sulla quercia nera, ricordati padrone che è primavera").
In questo proverbio è il contadino ad avvertire il padrone che potrebbe, proprio nel momento di maggior bisogno di braccianti, abbandonarlo.

## Quando canta la calandrina
(dialettale veneto)
("Canta la calandrina e canta il merlo, me ne infischio signor padrone, che è finito l'inverno").
Ennesima variante sulle rescissioni dei contratti tra braccianti e padroni.
È da sottolineare lo spirito di rivalsa dei dipendenti, che emerge in molti proverbi relativi al difficile rapporto di lavoro e di collaborazione con i superiori.